# Nils Sandblad
Nils Sandblad, född 23 september 1778, död 6 november 1847 i Sankt Nikolai församling, Stockholms stad, var en svensk borgmästare och politiker.

## Biografi
Nils Sandblad föddes 1778. Han arbetade som grosshandlare och blev 1827 rådman i Stockholms stad. Sandblad var riksdagsledamot för borgarståndet i Stockholms stad vid riksdagen 1828–1830 och var från 1829 till 1845 ledamot i bankofullmäktige. Han blev 1831 byggningsborgmästare i Stockholms stad. Sandblad avled 1847 i Stockholm.

### Familj
Sandblad gifte sig 1810 med Johanna Sofia Sundwall.